# Renault Monaquatre
Monaquatre (Тип UY1) — легковий автомобіль, який виготовляла французька компанія Renault у 1931—1936 рр. Мав традиційне передньомоторне задньоприводне компонування, 4-циліндровий двигун з рідинним охолодженням. 

## Історія

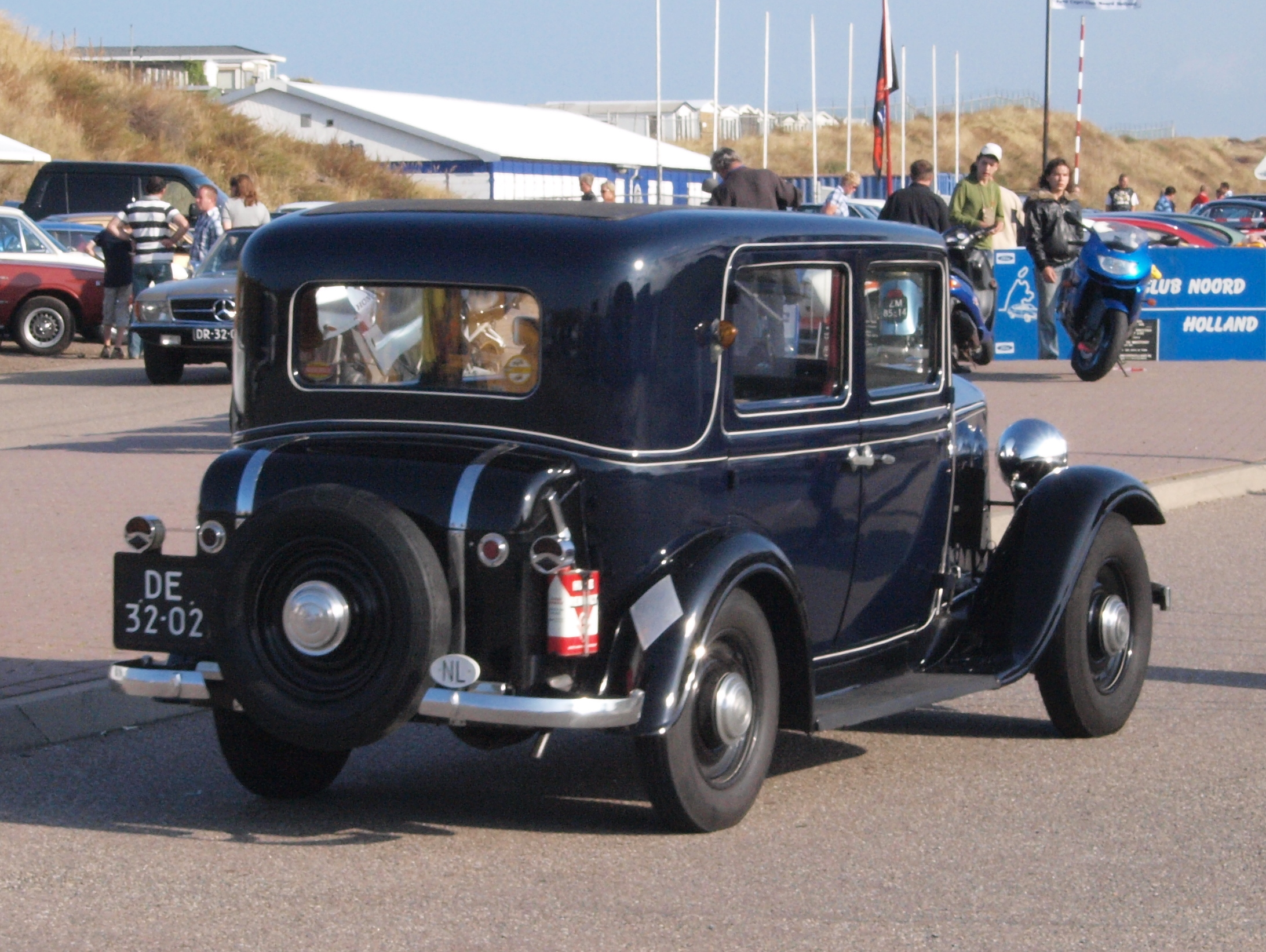
Вигляд ззаду

Запущений у виробництво у жовтні 1931 р., Monaquatre був конструктивно подібним до моделі Primaquatre (вищим по класу), з яким мав однакову колісну базу в 2650 мм. 
На Паризькому автосалоні у 1932 р. з'явилась новий тип YN1, що мав збільшений з 1289 до 1463 см. куб. робочий об'єм двигуна. 
У жовтні 1933 р. на Паризькому автосалоні з'явився тип YN2, що відрізнявся зміненим капотом, кутом нахилу решітки радіатора, що стала дещо похилою. YN2 стала перехідною моделлю, якій виробник  вирішив надати аеродинамічний кузов з модною похилою задньою частиною, що змінила строго вертикальну. До цього часу Monaquatre пропонувався з сімома варіантами різних кузовів, включно з 4-дверним седаном, що міг мати 4 чи 6 бокових вікон та, найдорожчим, 2-дверним 2-місним кабріолетом. 
YN2 виготовлявся протягом лише трьох місяців допоки новий більш обтічний Тип YN3 не з'явився у 1934 р. (спочатку тільки з двома типами кузовів на вибір).
У вересні 1935 р. виробництво останньої моделі, Типу YN4, припинилось, як і Типу YN4 1936 р. Monaquatre змінив Renault Celtaquatre . 

## Типи
- UY1
- YN1
- YN2
- YN3
- YN4
- Boulangère

## Деякі характеристики
- Максимальна швидкість: 85 км/год (53 миля/год)
- Максимальна потужність: 25 HP (7CV), 30 HP (8CV), 35 HP (9CV)
- Гальма: барабанні з механічним тросовим приводом
- Номінальна напруга у бортовій електромережі: 6В